# ماریا نوولودسکایا
ماریا نوولودسکایا (روسی: Мария Юрьевна Новолодская؛ IPA: [mɐˈrʲijə ˈjʉrʲjɪvnə nəvɐˈlotskəjə]؛ زادهٔ ۲۸ ژوئیهٔ ۱۹۹۹) دوچرخه‌سوار زن اهل روسیه است.
وی در مسابقات کشوری و بین‌المللی در مجموع برندهٔ ۳ مدال طلا، ۷ مدال نقره، ۷ مدال برنز شده‌است.